# Щетинина, Любовь Петровна
Любовь Петровна Щетинина (в замужестве Скрябина; 1850—1873) — российская пианистка, жена дипломата Николая Александровича Скрябина, мать композитора и пианиста Александра Николаевича Скрябина.

## Биография
В разных источниках приводятся разные данные о годе рождении (от 1848 до 1850), но большинство из них сходятся в том, что Любовь Щетинина родилась в 1850 году в городе Санкт-Петербурге в семье художников, работавших на Императорском фарфоровом заводе. Всего в семье было шесть детей. Музыкальное образование получила в классах РМО и Санкт-Петербургской консерватории, где была одной из наиболее талантливых учениц профессора Теодора Лешетицкого. Окончив блестяще курс с серебряной медалью, Щетинина дала ряд удачных концертов в Москве и Петербурге, а в 1869 году с известной российской певицей Анной Александровной Поляковой-Хвостовой совершила гастрольное турне по Российской империи, увенчавшееся огромным успехом.
Вскоре она вышла замуж за действительного статского советника дипломата Николая Александровича Скрябина. Выдающийся талант молодой пианистки подавал в будущем большие надежды, но тяжëлая болезнь пресекла её жизнь в Тироле в 1873 году, когда её сыну, в будущем великому композитору и пианисту Александру Скрябину, было лишь полтора года.